# Ardent Leisure
Ardent Leisure è una azienda australiana attiva nel settore dell'intrattenimento, attualmente possiede e gestisce oltre 100 proprietà tra parchi di divertimento, sale da bowling, lidi marini e centri benessere tra Australia, Nuova Zelanda e Stati Uniti d'America.

## Storia
La Ardent Leisure nasce con il nome di Macquarie Leisure Trust nel 1998 con l'acquisizione da parte del Macquarie Group del parco di divertimenti Dreamworld, sulla Gold Coast. Nel 2009 si è separata dalla compagnia madre prendendo l'attuale nome.

## Proprietà

### Parchi di divertimento
- Dreamworld
- QDeck
- WhiteWater World

### Bowling e Laser Game
La Ardent Leisure ha acquistato diversi franchise di sale da bowling nel corso degli anni. Ha preso il controllo del franchise in Australia della americana AMF Bowling Center e in seguito ha comprato la Kingpin Bowling Lounges, grazie a queste due acquisizionila Ardent possiede oltre 50 sale tra Australia e Nuova Zelanda.

### Centri benessere
Tramite il franchise Goodlife Health Club la Ardent controlla 40 strutture in Australia e domina il mercato nel Queensland, Australia Meridionale e Australia Occidentale.